# حاکم آی چین
حاکم آی از چین (به چینی: 秦哀公؛ مرگ ۵۰۱ پ. م)؛ فرمانروای ایالت چین در دودمان ژو از ۵۳۶ پ. م تا ۵۰۱ پ. م بود. ایالت چین در آینده همه کشور چین را یکپارچه ساخت و تبدیل به دودمان چین شد. نام اجدادی او یینگ (嬴) و حاکم آی نام پسامرگ او بود. حاکم آی جانشین پدرش، حاکم جینگ چین که سال ۵۳۷ پ. م درگذشت، شد.

## ازدواج با چو
در سال ۵۲۳ پ. م، حاکم آی، دخترش بو یینگ را نامزد ولیعهد جیان از ایالت چو، متحد چین، کرد. پدر شاهزاده جیان، پادشاه پینگ چو، وزیر فی ووجی را فرستاد تا شاهزاده خانم را تا چو همراهی کند. با این حال، فی ووجی پس از دیدن زیبایی شاهدخت؛ پادشاه پینگ را متقاعد کرد که او را به عنوان همسر خود بگیرد. شاهزاده جیان به خارج از کشور گریخت و بعد کشته شد. بو یینگ بعداً پسری برای پادشاه پینگ به دنیا آورد که در سال ۵۱۵ پ. م با عنوان پادشاه ژائو چو بر تخت سلطنت چو نشست.

## جنگ با وو برای کمک به چو
در سال ۵۰۶ پ. م، پادشاه هلو از ایالت وو به چو حمله کرد و ارتش چو را در نبرد بوجو به سختی شکست داد و پایتخت چو را به تصرف خود درآورد. پادشاه ژائو چو به ایالت سوئی گریخت. وزیر چو، شن بائوشو برای درخواست کمک به چین رفت. گفته می شود که حاکم آی در ابتدا این درخواست را رد کرد، اما سرانجام پس از اینکه شن بائوشو به مدت هفت روز در خارج از کاخ چین بدون غذا ناله کرد، موافقت کرد.
حاکم آی سرداران، زیپو (子蒲) و زیهو (子虎) را با پانصد ارابه به چو فرستاد. در سال ۵۰۵ پ. م، نیروهای مشترک چین-چو در یک سری نبرد وو را شکست دادند و پادشاه هلو مجبور به عقب نشینی به وو شد و پادشاه ژائو به چو بازگشت.

## مرگ و جانشینی
حاکم آی در سال ۵۰۱ پ. م پس از ۳۶سال سلطنت درگذشت. پسرش پیش از او فوت کرده بود و پس از مرگش لقب حاکم یی (秦夷公) به او داده شد. پس از حاکم آی، نوه‌اش، حاکم هویی یکم، جانشین او شد.